# Матті Ярвінен
Матті Генріккі Ярвінен (фін. Matti Henrikki Järvinen; нар. 18 лютого 1909 — пом. 22 липня 1985) — фінський легкоатлет, який спеціалізувався в метанні списа.

## З життєпису
Олімпійський чемпіон з метання списа (1932).
Фіналіст (5-те місце) змагань з метання списа на Олімпіаді-1936.
Дворазовий чемпіон Європи з метання списа (1934, 1938).
8-разовий чемпіон Фінляндії з метання списа (1929, 1930, 1931, 1933, 1934, 1935, 1940, 1942).
Автор 10 рекордів світу з метання списа — 71,57, 71,70, 71,88, 72,93 (всі — 1930); 74,02 (1932); 74,28, 74,61, 76,10 (всі — 1933); 76,66 (1934); 77,23 (1936).
Після завершення змагальної кар'єри працював економічним консультантом.

## Визнання
- На честь Ярвінена була випущена поштова марка (1945)
- Відстань, на яку Ярвінен метнув спис у переможній спробі на Олімпіаді-1932 (72,71 м), була взята за параметр висоти Олімпійського стадіону в Гельсінкі при його будівництві.
- 1966 року на вході до стадіону в місті Порі була встановлена статуя Ярвінена, яка зображує його в переможній спробі на Олімпіаді-1932.

## Сім'я
- Батько — Вернер Ярвінен (1870—1941) — бронзовий олімпійський призер з метання диска античним способом (1908).
- Брат — Акіллес Ярвінен (1908—1943) — дворазовий бронзовий олімпійський призер з десятиборства (1928, 1932).
- Брат — Калле Ярвінен (1903—1941) — фіналіст (9-те місце) олімпійських змагань зі штовхання ядра (1932).